# 十住毘婆沙論
十住毘婆沙論（じゅうじゅうびばしゃろん、梵: Daśa-bhūmika-vibhāśā, ダシャ・ブーミカ・ヴィバーシャー）は、大乗仏教中観派の祖・龍樹による、（『華厳経』の「十地品」としても知られる）『十地経』（梵: Daśa-bhūmika Sūtra）に対する註釈書。全17巻。
原題は、Daśa-bhūmika が「菩薩の十の修行位階（十地・十住）」（ここではそれについての経である『十地経』のこと）、vibhāśaは「註釈・解説」、総じて「菩薩の十の修行位階（についての経である『十地経』）についての注釈書」の意。

## 概要
本書は『華厳経』の一部である『十地経』（じゅうじきょう）の注釈書だが、大乗菩薩の思想と実践を『十地経』に依拠して説いたものである。
5世紀初め鳩摩羅什が訳した漢訳のみが現存し、サンスクリット原典・チベット訳も発見されていない。
現存する漢訳では、偈頌と散文とで構成され、偈頌の内容を散文で解説している。しかし、散文の部分については龍樹作とすることに疑問がもたれている。
鳩摩羅什は、インド僧仏陀耶舎（ぶっだやしゃ）が口誦したものを漢訳したと言われている。しかし、翻訳について両者の意見が対立が起き未完に終わった、と伝えられている。これは、鳩摩羅什の翻訳方法が、多分に彼自身の解説や、彼自身が記憶する仏典を交えながら翻訳する形態を採っているので、散文にはそれが多分に入っていると考えられる、
後世、浄土教の念仏易行道（ねんぶついぎょうどう）を説く、巻第五「易行品第九」（いぎょうほんだいく）がとくに注目され、この章についての研究は多いが、全体としての研究はほとんどない。
浄土真宗において、龍樹は七高僧の一人に数えられ、この『十住毘婆沙論』巻第五「易行品第九」は、浄土真宗の正依の聖教（「七祖聖教」・「七高僧論釈章疏」）の一つである。
龍樹の『菩提資糧論』（ぼだいしりょうろん）との関係も深いので、大乗仏教を理解するうえで、きわめて重要な論書である。

## 構成
『十住毘婆沙論』は、以下の全17巻で、内容は三十五品に分かれている。
卷第一
序品 第一
入初地品 第二
卷第二
地相品 第三
淨地品 第四
釋願品 第五
卷第三
釋願品之餘（釋願品第五之餘）
發菩提心品 第六
卷第四
調伏心品 第七
阿惟越致相品 第八
卷第五
易行品 第九
除業品 第十
卷第六
分別功徳品 第十一
分別布施品 第十二
卷第七
分別法施品 第十三
歸命相品 第十四
五戒品 第十五
知家過患品 第十六
卷第八
入寺品 第十七
共行品 第十八
卷第九
四法品 第十九
念佛品 第二十
卷第十
四十不共法品 第二十一
四十不共法中難一切智人品 第二十二
卷第十一
四十不共法中難一切智人品之餘
四十不共法中善知不定品 第二十三
卷第十二
讃偈品 第二十四
助念佛三昧品 第二十五
譬喩品 第二十六
卷第十三
譬喩品餘
略行品 第二十七
分別二地業道品第一（分別二地業道品 第二十八）
卷第十四
分別二地業道品之餘
分別聲聞辟支佛品第二（分別聲聞辟支佛品 第二十九）
卷第十五
分別聲聞辟支佛品之餘
大乘品第三（大乘品 第三十）
卷第十六
護戒品第四（護戒品 第三十一）
解頭陀品第五（解頭陀品 第三十二）
卷第十七
解頭陀品之餘
助尸羅果品第六（助尸羅果品 第三十三）
讃戒品第七（讃戒品 第三十四）
戒報品第八（戒報品 第三十五）

## 訳注
- 『十住毘婆沙論　新国訳大蔵経 インド撰述部　釈経論部』全2巻、瓜生津隆真校註、大蔵出版、1994-95年